# Bataille de Mizushima
Guerre de Gempei
Batailles
- Uji (1re)
- Nara
- Ishibashiyama
- Fujigawa
- Sunomata
- Yahagigawa
- Hiuchi
- Kurikara
- Shinohara
- Mizushima (navale)
- Fukuryūji
- Muroyama
- Hōjūjidono
- Uji (2e)
- Awazu
- Ichi-no-Tani
- Kojima
- Yashima (navale)
- Dan-no-ura (navale)

La bataille navale de Mizushima (水島の戦い) a eu lieu le 17 novembre 1183. L'une des plus importantes bases des Taira se trouvait sur la petite île au large de la côte de Shikoku. En novembre 1183, Minamoto no Yoshinaka envoie une armée traverser la Mer intérieure pour aller à Yashima, mais elle est arrêtée par les Taira juste au large de Mizu (水島), une petite île de la province de Bitchu, juste au large de Honshū.
Les Taira, ayant attaché leurs bateaux ensemble, avaient placé des planchers entre eux pour créer une surface de combat plane. La bataille s'ouvre avec le tir d'une pluie de flèches sur les bateaux Minamoto, puis lorsque les embarcations furent suffisamment proches les unes des autres, les combattants passent à l'arme blanche. Après avoir vaincu les Minamoto présents sur la plate-forme, les Taira, ayant amené des chevaux tout équipés sur leurs bateaux, nagent vers la côte avec leurs coursiers et mettent en déroute les derniers combattants Minamoto.